# ジャン・ガルフィオン
ジャン・ガルフィオン（Jean Galfione、1971年6月9日 - ）はフランスの陸上競技選手、専門は主に棒高跳。1996年アトランタオリンピック男子棒高跳金メダリスト。1993年-98年フランス選手権棒高跳優勝者。1964年東京オリンピック男子フェンシングフルーレ個人銀メダリストジャン・クロード・マニョンはおじにあたる。
1995年世界陸上競技選手権イェーテボリ大会棒高跳では5m86の記録で、セルゲイ・ブブカ、マクシム・タラソフに次ぐ3位に入賞。1996年アトランタオリンピック棒高跳では5m92の記録を残し、イゴール・トランデンコフ、アンドレイ・チボンチクを退けて優勝。金メダルを獲得した。1999年、前橋で開催された世界室内陸上競技選手権棒高跳では6m00の記録で優勝、世界9人目の6mジャンパーとなった。
2005年世界陸上競技選手権ヘルシンキ大会後引退。解説者として活動する傍ら、自動車レースにも参戦している。

## 主な戦績

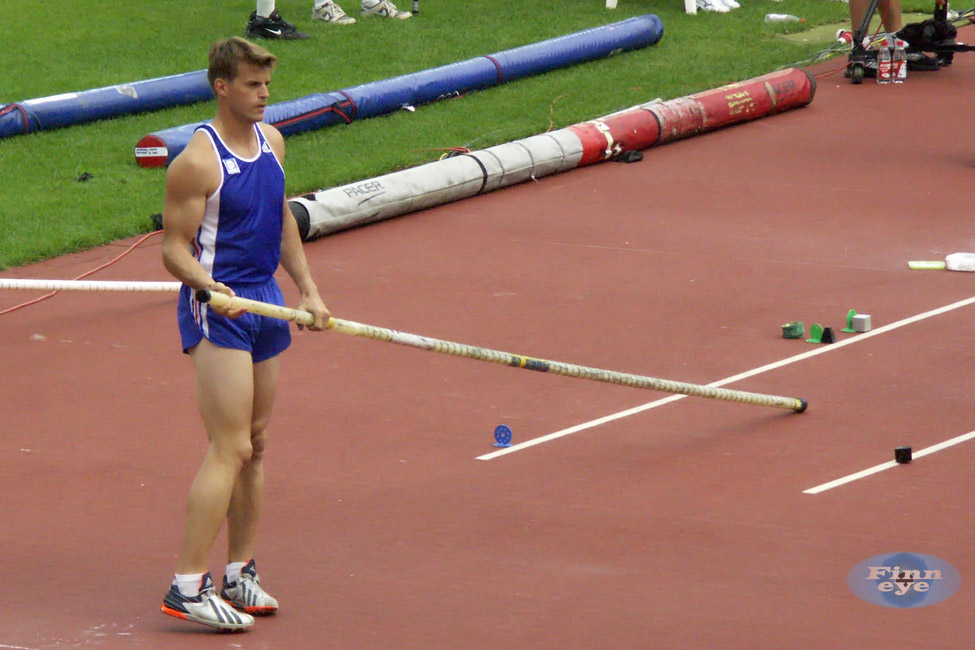
2005年世界陸上競技選手権ヘルシンキ大会にて

| 棒高跳 | 棒高跳                       | 棒高跳                                    | 棒高跳 | 棒高跳 |
| 年度   | 大会名                       | 開催地                                    | 順位   |        |
| ------ | ---------------------------- | ----------------------------------------- | ------ | ------ |
| 1990   | 世界ジュニア陸上競技選手権   | プロヴディフ（ ブルガリア）               | 優勝   |        |
| 1991   | 世界陸上競技選手権           | 東京（ 日本）                             | 10位   |        |
| 1993   | 世界室内陸上競技選手権       | トロント（ カナダ）                       | 3位    |        |
| 1993   | 世界陸上競技選手権           | シュトゥットガルト（ ドイツ）             | 8位    |        |
| 1993   | ユニバーシアード             | バッファロー（ アメリカ合衆国）           | 3位    |        |
| 1993   | 地中海競技大会               | ラングドック＝ルシヨン地域圏（ フランス） | 3位    |        |
| 1994   | ヨーロッパ室内陸上競技選手権 | パリ（ フランス）                         | 2位    |        |
| 1994   | ヨーロッパ陸上競技選手権     | ヘルシンキ（ フィンランド）               | 3位    |        |
| 1995   | 世界陸上競技選手権           | イェーテボリ（ スウェーデン）             | 3位    |        |
| 1996   | アトランタオリンピック       | アトランタ（ アメリカ合衆国）             | 優勝   |        |
| 1997   | 世界陸上競技選手権           | アテネ（ ギリシャ）                       | 予選   |        |
| 1998   | ヨーロッパ陸上競技選手権     | ブダペスト（ ハンガリー）                 | 3位    |        |
| 1999   | 世界室内陸上競技選手権       | 前橋（ 日本）                             | 優勝   |        |
| 2000   | シドニーオリンピック         | シドニー（ オーストラリア）               | 予選   |        |
| 2005   | ヨーロッパ室内陸上競技選手権 | マドリード（ スペイン）                   | 6位    |        |
| 2005   | 世界陸上競技選手権           | ヘルシンキ（ フィンランド）               | 予選   |        |

## 参考資料・外部リンク
- ジャン・ガルフィオン - ワールドアスレティックスのプロフィール（英語）
- ジャン・ガルフィオン - Olympedia（英語）